# دومینیک شیل
دومینیک شیل (انگلیسی: Dominik Scheil؛ زادهٔ ۱۲ دسامبر ۱۹۸۹) بازیکن فوتبال اهل آلمان است.
از باشگاه‌هایی که در آن بازی کرده‌است می‌توان به باشگاه فوتبال آینتراخت برانشوایگ اشاره کرد.